# Slowenische Frauen-Handballnationalmannschaft
Die slowenische Frauen-Handballnationalmannschaft vertritt Slowenien bei internationalen Turnieren im Frauenhandball.

## Platzierungen bei Meisterschaften

### Weltmeisterschaften (Halle)
- Weltmeisterschaft 1997: 18. Platz[1]
- Weltmeisterschaft 2001: 09. Platz[2]
- Weltmeisterschaft 2003: 08. Platz
- Weltmeisterschaft 2005: 14. Platz
- Weltmeisterschaft 2017: 14. Platz[3]
- Weltmeisterschaft 2019: 19. Platz
- Weltmeisterschaft 2021: 16. Platz (von 32 Teams)
Team: Branka Zec (eingesetzt in 3 Spielen / 0 Tore geworfen) – am 11. Dezember ersetzt durch Manca Jurič (2/1), Erin Novak (3/0), Ana Gros (6/35), Elizabeth Omoregie (6/6), Nina Žabjek (6/0), Tjaša Stanko (6/20), Maja Vojnović (6/0), Nataša Ljepoja (6/13), Nina Zulić (6/16), Alja Varagić (6/21), Amra Pandžić (6/1), Maja Svetik (6/8), Živa Čopi (2/2), Ema Hrvatin (2/0), Aneja Beganovič (6/4), Dominika Mrmolja (6/1), Tija Gomilar Zickero (6/8), Petra Kramar (5/12);[4] Trainer war Dragan Adžić.
- Weltmeisterschaft 2023: 11. Platz
Team: Ana Abina (6/14), Ema Abina (3/1), Ana Gros (4/17), Ema Hrvatin (2/2), Manca Jurič (0/0), Valentina Klemenčič (6/8), Barbara Lazović (6/14), Nataša Ljepoja (4/27), Ema Marija Marković (5/3), Tamara Mavsar (5/30), Erin Novak (0/0), Amra Pandžić (6/0), Nina Spreitzer (6/2), Tjaša Stanko (6/24), Maja Svetik (5/5), Alja Varagić (6/27), Maja Vojnović (6/0)[5]
Trainer: Dragan Adžić

### Europameisterschaften
- Europameisterschaft 2002: 10. Platz
- Europameisterschaft 2004: 09. Platz
- Europameisterschaft 2006: 16. Platz
- Europameisterschaft 2010: 16. Platz
- Europameisterschaft 2016: 14. Platz
- Europameisterschaft 2018: 13. Platz[6]

Mannschaftsaufstellung bei der Europameisterschaft 2018
- Europameisterschaft 2020: 16. Platz

Mannschaftsaufstellung bei der Europameisterschaft 2020
- Europameisterschaft 2022: 08. Platz (von 16 Teams)

Mannschaftsaufstellung bei der Europameisterschaft 2022

### Olympische Spiele
- 11. Platz: 2024

## Kader für die Olympischen Spiele 2024
| Ana Abina           | RK Krim                  |
| Ema Abina           | RK Krim                  |
| Ana Gros            | RK Krim                  |
| Valentina Klemenčič | RK Krim                  |
| Barbara Lazović     | RK Krim                  |
| Nataša Ljepoja      | SCM Râmnicu Vâlcea       |
| Tamara Mavsar       | RK Krim                  |
| Elizabeth Omoregie  | CSM Bukarest             |
| Amra Pandžić        | RK Krim                  |
| Nina Spreitzer      | RK Krim                  |
| Tjaša Stanko        | RK Krim                  |
| Maja Svetik         | BT Füchse                |
| Alja Varagić        | RK Krim                  |
| Maja Vojnović       | RK Krim                  |
| Reservespielerinnen |                          |
| Ema Hrvatin         | Saint-Amand Handball     |
| Nena Černigoj       | ŽRK Mlinotest Ajdovščina |
| Dijana Đajić        | RK Krim                  |
| Stand: 8. Juli 2024 |                          |

## Spiele gegen Nationalmannschaften deutschsprachiger Länder
Alle Ergebnisse aus slowenischer Sicht.

### Deutschland
| Datum             | Ort      | Ergebnis      | Anlass                       |
| 25. November 2005 | Lemgo    | 27:33 (13:18) | Freundschaftsspiel           |
| 27. November 2005 | Dortmund | 28:31 (15:16) | Freundschaftsspiel           |
| 08. Dezember 2006 | Göteborg | 30:31 (13:18) | Europameisterschaft-Vorrunde |

### Österreich
Bisher gab es noch keine Länderspiele gegen die österreichische Auswahl.

### Schweiz
Bisher gab es noch keine Länderspiele gegen die Schweizer Auswahl.